# Valverde (Espanha)
Valverde é um município espanhol nas Ilhas Canárias. Valverde é a capital da ilha de El Hierro. Tem 103,65 km² de área e em 2021 tinha 5 084 habitantes (densidade: 49 hab./km²).
O nome é devido à cidade ser rodeada de pinheiros. Localiza-se a cerca de 600 metros de altitude. Foi em Valverde que foram registradas as temperaturas mais baixas das ilhas Canárias.